# Dreilinden
Dreilinden is de naam voor een bos en nederzetting in Kleinmachnow, dat tot 1945 tot Berlijn-Wannsee behoorde. De locatie werd bekend door het Kontrollpunkt Dreilinden (Engels: Allied Checkpoint Bravo) en lag aan de transitsnelweg West-Berlijn - West-Duitsland door het grondgebied van de DDR.

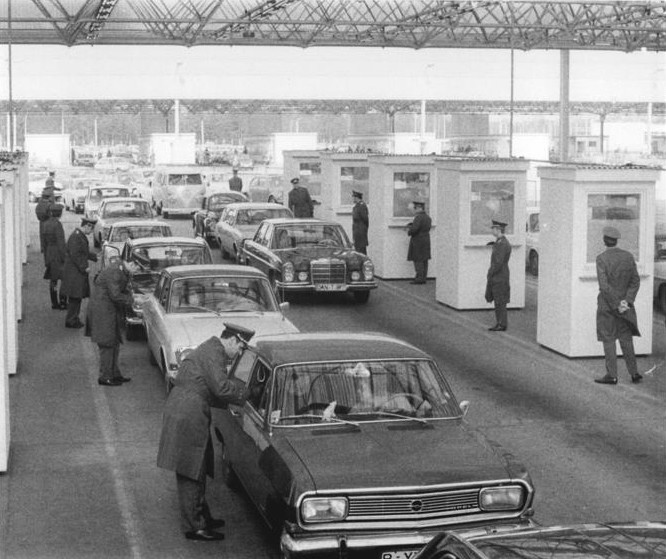
Kontrollpunkt Dreilinden (1972)

## Geschiedenis
De naam Dreilinden stamt uit 1833, toen de naam "jachthuis Heidekrug" in "jachthuis Dreilinden" veranderd werd. In 1838 werd de spoorbaan tussen Berlijn en Potsdam door het bos aangelegd en in 1869 volgde de bouw van het Jachtslot Dreilinden voor Prins Frederik Karel van Pruisen. In 1954 werd het jachtslot gesloopt en vervangen door de huidige Revierförsterei Dreilinden.